# Pleurotomoides lyciaca
Pleurotomoides lyciaca is een slakkensoort, de plaats in een familie is nog onzeker. De wetenschappelijke naam van de soort is voor het eerst geldig gepubliceerd in 1844 door Reeve.